# Massouda Jalal
Massouda Jalal (Gulbahar, 7 de gener de 1962) és una metgessa pediatra i política de l'Afganistan. Fou ministra d'Afers de la Dona d'octubre de 2004 a juliol del 2006. També fou la primera dona candidata a la presidència d'Afganistan, primer el 2002 durant la primera Loya Jirga de l'era posttalibana i després al 2004. És pediatra, professora de la Universitat de Kabul i treballa en el Programa Mundial d'Aliments de l'ONU.

## Biografia
Naix a Gulbahar, a la província de Kapisa. Els seus pares i el seu marit són de Badakhshan. Son pare treballava per a una empresa europea. Té sis germans. Jalal es traslladà a Kabul per a assistir a l'escola secundària. Després estudià medicina en la Universitat de Kabul. Volia fer psiquiatria, però el tancament de la universitat per la guerra civil del 1990 li feu canviar l'especialitat per medicina infantil.
Treballava com a pediatra a l'hospital Atatürk quan els talibans arribaren al poder al 1996 i van prohibir el treball a les dones. Continuà exercint en la clandestinitat i col·laborà com a empleada de les Nacions Unides en el Programa Mundial d'Aliments coordinant la xarxa de forns femenins que ajudà moltes famílies enfront de la fam.
Després de la caiguda dels talibans al 2001 va destacar per la defensa dels drets de les dones en la societat afganesa.
Fou triada representant del seu veïnat de Kabul com a candidata independent en la loya jirga del 2002 i es presentà com a candidata a liderar Afganistan com a presidenta interina, però només aconseguí el suport de 188 compromissaris enfront dels més de 1.000 que va aconseguir Hamid Karzai. En les eleccions presidencials del 2004 obtingué l'1,1% dels vots i se situà en sisé lloc entre 17 candidats masculins. Des d'una posició externa a l'estructura de poder d'Afganistan, Jalal marcà la seua independència respecte als senyors de la guerra i els règims opressors del passat, i malgrat que molts candidats a la presidència afganesa es retiraren i demanaren un boicot a les eleccions després dels informes d'irregularitats en la seua preparació, Jalal fou dels pocs candidats que no es va unir a la protesta. Una enquesta d'eixida durant les eleccions d'octubre del 2004 mostrava que Jalal havia obtingut al voltant del set per cent dels vots entre les dones afganeses -el 41% del cens electoral-.
Durant la campanya presidencial la seua participació no va obrir un debat sobre els drets de les dones i de fet "en el seu programa no proposava cap revolució per a les dones; la seua mera candidatura, però, posà en relleu les diferències i contradiccions entre el que els afganesos entenen per islam", assenyala Ángeles Espinosa en el seu llibre El temps de les dones: cròniques asiàtiques.
A l'octubre del 2004 formà part de l'Administració de Karzai fins al juliol del 2006, al Ministeri d'Afers de la Dona. Des de llavors ha criticat obertament el govern de Karzai per no avançar en la posició social de les dones.
Al gener del 2009, un article d'Ahmad Majidyar de l'American Enterprise Institute incloïa Jalal en una llista de quinze possibles candidates en les eleccions presidencials afganeses del 2009; a la fi, però, no hi participà. Sí que ho feren altres dues dones, Frozan Fana i Shahla Atta. Entre les dues obtingueren una part menor del vot popular que Jalal treia pel seu compte.

## Vida personal
Es casà als 30 anys i va tenir l'oportunitat -explica- de triar el seu marit, Faizullah Jalal, de qui ha pres el cognom, que és professor de Relacions Internacionals de la Universitat de Kabul. Tenen tres fills. Massouda ha destacat el suport del seu marit a la seua trajectòria política i la cura dels seus fills.